# Rhyacophila amabilis
DA UMA SUGADA

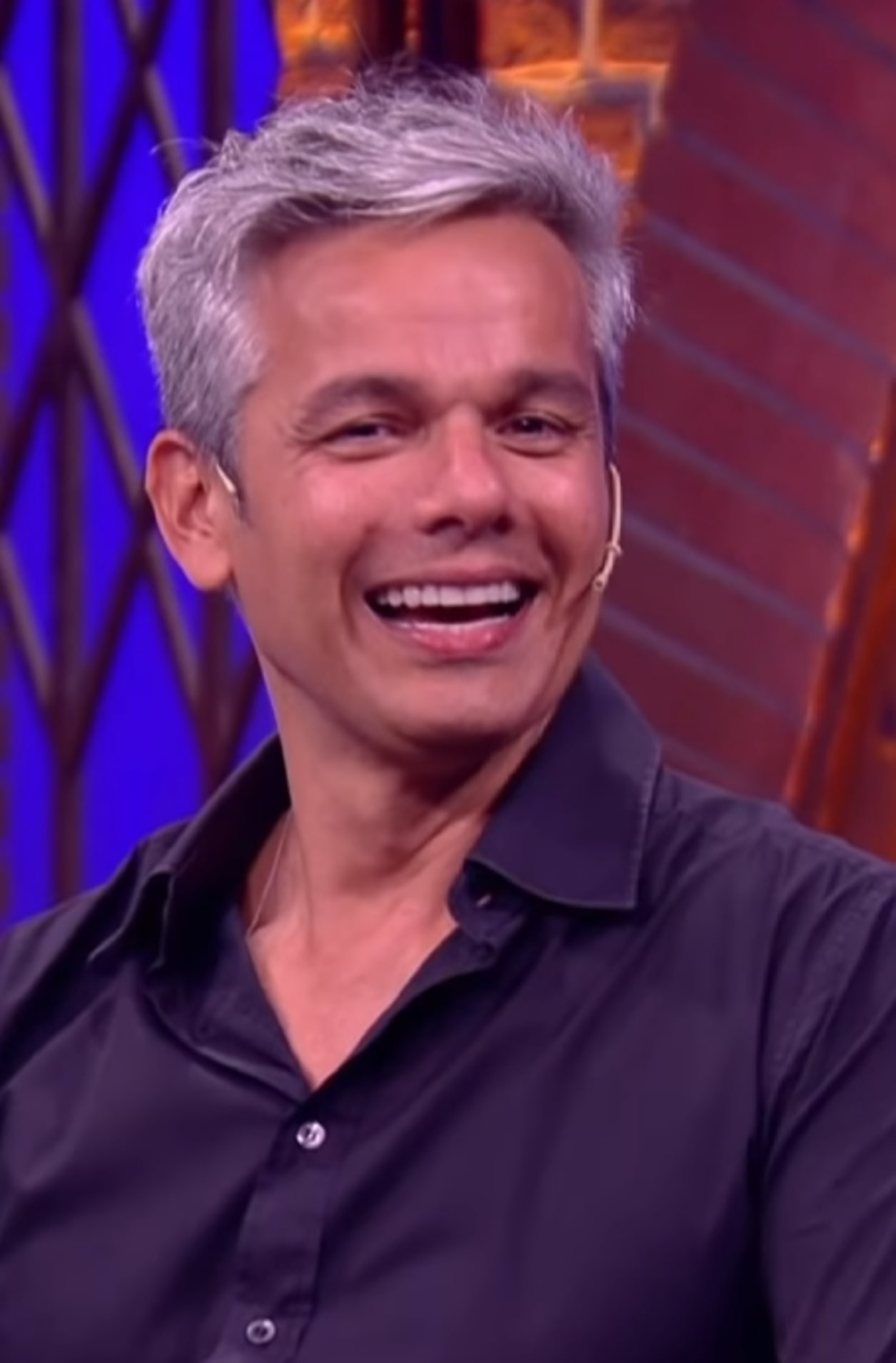

HORACIO DOMIDA É A TROPA DO 1DARKYZ 